# Broederliefde
Broederliefde est un groupe de hip-hop néerlandais, originaire de Rotterdam. Le groupe se compose de cinq rappeurs : Emms (Emerson Akachar), Jerr (Jerzy Rocha Livramento), Sjaf (Javiensley Dams), Edson (Edson Cesar) et Mella (Melvin Silberie). En 2016, leur projet Hard Work Pays Off 2 se classe à la première place du Top Album néerlandais pendant trois mois.

## Biographie
Les membres du groupe sont originaires du Cap-Vert, de la République dominicaine et de Curaçao, et ont grandi aux Pays-Bas. Ce sont quelques anciens amis de football qui ont rejoint ensemble le studio. Leur nom signifie littéralement « Amour fraternel » en néerlandais.
Leur premier album Gevoelig feestje, publié en 2014, atteint la troisième position du hit-parade, et y reste 56 semaines. Il sera ensuite nommé aux Edison Awards. Le groupe remportera quelques prix aux FunX Awards la même année.
Leur deuxième album, Hard Work Pays Off, est publié à la fin 2015, et comprend le single Alaka. Cette chanson est la première réussite des Broederliefde, étant certifiée disque de platine et ayant atteint les classements Nederlandse Top 40 et Single Top 100. À la fin avril 2016, la suite de Hard Work Pays Off, intitulée Hard Work Pays Off 2, est publiée. À sa sortie en numérique, l'album compte déjà 700 000 écoutes sur Spotify. Les Broederliefde atteindront de nouveau le Single Top 100. Hard Work Pays Off 2 reste si longtemps numéro 1 dans les classements qu'il brise un record déjà établi il y a treize ans par Frans Bauer. Il devient le premier album néerlandophone classé pendant treize semaines d'affilée. En novembre, l'album est également nommé pour un 3voor12 Award, et est en course pour un MTV Award du meilleur groupe néerlandais,.
Après avoir participé au festival Lowlands, , les Broederliefde attire un public de plus en plus large, comme à l'Uitmarkt d'Amsterdam, et aux émissions locales RTL Late Night et DINO. Une collaboration avec Jan Smit, intitulée Kom dichterbij me, est spécialement composée pour leur performance à DINO. Leur single Jungle devient la chanson néerlandaise la plus écoutée sur Spotify en 2016. En 2017, le groupe est suspendu de son rôle d'ambassadeur du Bevrijdingsdag (jour de libération des Pays-Bas) à la suite de slogans antisémites scandés par Emms lors d'un match de football.

## Discographie

### Albums studio
| Date de sortie    | Titre                | Meilleure position | Nombre de semaines | Certification |
| ----------------- | -------------------- | ------------------ | ------------------ | ------------- |
| 6 septembre 2014  | Gevoelig Feestje     | 3                  | 56                 | -             |
| 26 septembre 2015 | Hard Work Pays Off   | 13                 | 71                 | -             |
| 7 mai 2016        | Hard Work Pays Off 2 | 1                  | 128                | Platine       |
| 2 décembre 2017   | We moeten door       | 2                  | 85                 | Or            |
| 28 juillet 2018   | We moeten door 2     | 1                  | 75                 | Or            |
| 9 novembre 2019   | Broeders             | 2                  | 11                 | -             |

### Mixtapes
- 2015 : Hard work pays off
- 2016 : Hard work pays off 2

### Singles
- 2015 : Moral (feat. William Araujo)
- 2015 : No Money, No Love
- 2015 : Hard Work Pays Off (feat. SBMG)
- 2015 : Nu sta je hier
- 2015 : Alaka
- 2016 : Qu'est qu'il ya
- 2016 : Miljonairs (feat. Frenna et Ronnie Flex)
- 2016 : Eigenlijk
- 2016 : Oh jij
- 2016 : Danswater
- 2016 : Jongvolwassen (feat. Chivv et Jonna Fraser)
- 2016 : Narcos (feat. SBMG, Jonna Fraser, Hef, Ronnie Flex et RMB)
- 2016 : Ballon (feat. SBMG et Jayh)

## Distinctions
- 2016 - Kom dichterbij me - certifié single d' Or[14]
- 2016 - Nu sta je hier - certifié single d' 2 × Platine[15]
- 2016 - Broederliefde - Hard Work Pays Off 2 - certifié disque de  Platine[16]